# 언리얼스크립트
언리얼스크립트(UnrealScript)는 언리얼 엔진에서 게임 코드와 게임플레이 이벤트 작성에 사용되는 자바 스타일의 객체 지향 스크립트 언어이다. 게임 코드 뿐만 아니라 언리얼 엔진 내부 전체에 걸쳐서 엔진 내부의 모든 구성 요소들을 서로 연동시켜주는 역할을 하고 있다.

## Hello World 프로그램
```
class
 
HelloWorld
 
extends
 
GameInfo
;

event
 
InitGame
(
 
string
 
Options
,
 
out
 
string
 
Error
 
)

{

    
`
log
(
 
"Hello, world!"
 
);

}

```

## 같이 보기
- 언리얼 엔진
- 언리얼 에디터